# Démolition d'un mur
Pour plus de détails, voir Fiche technique et Distribution.
Démolition d'un mur est un film français réalisé par Louis Lumière, sorti en 1896. 

## Argument
Le film montre un groupe d'ouvriers démolissant un mur qui à la fin s'effondre. 

## Contexte
- Le personnage du « contremaître » n'est autre qu'Auguste Lumière.

- Cette vue photographique animée, ainsi que les Lumière appellent leurs films, en a inspiré d'autres pour prolonger le succès de la découverte inopinée de ce procédé lors d'une projection, en rembobinant le film sur l'appareil sans éteindre la lanterne. Le mur se redresse en une poussée miraculeuse. La marche arrière vient d'être inventée et va estomaquer de nombreux spectateurs. Louis Lumière tourne plusieurs sujets spécialement pour les montrer en marche arrière, comme un plongeur sautant de son plongeoir et revenant comme un oiseau se percher sur la planche[2].

## Fiche technique
- Titre : Démolition d'un mur
- Réalisation : Louis Lumière
- Production : Société Lumière
- Photographie : Louis Lumière
- Durée : 45 secondes
- Format : 35 mm à double jeu de perforations rondes Lumière par photogramme, noir et blanc, ratio : 1,33:1
- Pays :  France
- Date de sortie : 
  -  France : 1895 (re-parution le 15 avril 2005)

## Interprétation
- Le contremaître : Auguste Lumière